# Melanergon louisiadensis
Melanergon louisiadensis är en fjärilsart som beskrevs av Rothschild 1917. Melanergon louisiadensis ingår i släktet Melanergon och familjen Eupterotidae. Inga underarter finns listade i Catalogue of Life.